# Den Liviske Ordens landemester
Den Liviske Ordens landemester (tysk: landmeister, estisk: Liivi Ordu maameister) var den Tyske Ordens Livlandske gren (Den Liviske Ordens) højeste stedlige leder i årene 1237–1562.

## Udnævnelse
Oprindelig blev ordensmesteren udnævnt af den Tyske Ordens højmester (estisk: kõrgmeister), fra det 14. århundredes anden halvdel dog valgt stedligt. I det 15. århundredes anden halvdel blev Den Liviske Orden reelt uafhængig af den Tyske Orden, hvorfor også landemesterens magt voksede. Under ordensmester Wolter von Plettenberg, da den Tyske Ordens gren i Preussen 1525 blev verdsliggjort (sekulariseret) og Plettenberg 1530 blev vasal af den Tysk-Romerske kejser, blev Den Liviske Ordens landemeisters underlæggelse under den daværende højmester rent formel. 1562 nedlagde den sidste landemester i Den Liviske Orden Gotthard Kettler ordensgrenen og blev hertug af Kurland. 
Foruden den liviske landemester blev den tyske orden også ledet af den preussiske landemester (tysk: Landmeister von Preußen) og den tyske Landemester (tysk: Deutschmeister).

## Oversigt over Den Liviske Ordens landemestre
1. Hermann Balke 1237–1238/1239
2. Dietrich von Grüningen 1238/1239–1240/1241, 1242–1246
3. Andreas von Velven (Felben) 1240/1241, 1246 (fungerende uden udnævnelse), 1248-1253
4. Heinrich von Heimburg 1246-1248
5. Eberhard von Seyn 1253-1254
6. Anno von Sangerhausen 1254-1256 

  1. Ludwig 1256 (fungerende uden udnævnelse)
7. Burchard von Hornhausen 1257-1260
8. Werner 1261-1263 

  1. Helmerich von Würzburg 1262 (fungerende uden udnævnelse)
9. Konrad von Mandern 1263-1266
10. Otto von Lauterberg 1267-1270 

  1. Andreas von Westfalen 1270 (fungerende uden udnævnelse)
11. Walter von Nordeck 1270-1273
12. Ernst von Ratzeburg 1274-1279
13. Konrad von Feuchtwangen 1279-1281 

  1. Gerhard von Katzenelnbogen 1279–1280 (fungerende uden udnævnelse) 

  2. Mangold 1281–1282 (fungerende uden udnævnelse)
14. Willekin von Endorp (Wilhelm von Nindorf) 1281-1287 (til 1283 fungerende uden udnævnelse)
15. Konrad von Hazzigenstein (Hattstein) 1288-1290
16. Halt 1290-1293
17. Heinrich von Dinkelaghe (Dincklage) 1295-1296
18. Bruno 1296-1298 (til 1297 vicemester)
19. Gottfried Rogge 1298-1307 

  1. Heinrich von Eck 1305 (fungerende uden udnævnelse)
20. Gerhard von Jork (Jorke, Iorke) 1309-1322 

  1. Konrad Ketelhoed (Kesselhut) 1322-1324 (vicemester)
21. Reimar Hane (Hahn) 1324-1328
22. Eberhard von Monheim 1328-1340
23. Burchard von Dreileben 1340-1345
24. Goswin von Herike 1345-1359
25. Arnold von Vietinghoff 1359-1364
26. Wilhelm von Vrimersheim (Friemersheim) 1364-1385
27. Robin von Eltz 1385-1389
28. Wennemar von Brüggenei 1389-1401
29. Konrad von Vietinghoff 1401-1413
30. Dietrich Torck 1413-1415, i 1410 fungerende uden udnævnelse
31. Siegfried Lander von Sponheim (Lander von Spanheim) 1415-1424
32. Cisse von dem Rutenberg 1424-1433
33. Frank Kirskorf (Franke Kerskorff) 1433/1434-1435
34. Heinrich von Böckenförde genannt Schungel (Bockenvorde genannt Shüngel) 1435-1437
35. Heidenreich Vincke von Overberg 1438-1450 (til 1439 regent)
36. Johann von Mengede genannt Osthoff 1450-1469
37. Johann Wolthus von Herse (Waldhaus von Heerse) 1470-1471
38. Bernd von der Borch 1471-1483
39. Johann Freitag von Loringhofe 1483-1494 (til 1485 regent)
40. Wolter von Plettenberg 1494-1535 

  1. Wennemar von Dellwig 1501–1502 (fungerende uden udnævnelse)
41. Hermann von Brüggenei genannt Hasenkamp 1535-1549, 1533–1535 koadjuutor
42. Johann von der Recke 1549-1551, 1541–1549 koadjuutor
43. Heinrich von Galen 1551-1557
44. Wilhelm Fürstenberg 1557-1559, 1556–1557 koadjuutor
45. Gotthard Kettler 1559-1562, 1558–1559 koadjuutor